# Лук горный
Лук горный (лат. Allium oreoprasum) — многолетнее травянистое растение, вид рода Лук (Allium) семейства Луковые (Alliaceae).

## Распространение и экология
В природе ареал вида охватывает северные и западные районы Центральной Азии.
Произрастает на скалах и каменистых склонах.

## Ботаническое описание
Луковицы цилиндро-конические, толщиной 1—1,5 см, скучены по нескольку, прикреплены к горизонтальному корневищу, с рыжевато-бурыми сетчатыми оболочками. Стебель высотой 20—40 см, слегка ребристый, вверху почти обоюдоострый.
Листья в числе 3—5, узколинейные, шириной 1—4 мм, желобчатые, по краю шероховатые или гладкие, намного короче стебля.
Зонтик пучковатый или пучковато-полушаровидный, немногоцветковый. Листочки полушаровидного околоцветника розоватые с сильной грязно-пурпурной жилкой, длиной 5—7 мм, почти равные, широкоэллиптические, с отогнутыми острыми кончиками. Нити тычинок в полтора-два раза короче листочков околоцветника, на треть между собой и с околоцветником сросшиеся. Столбик не выдается из околоцветника.
Коробочка немного короче околоцветника.

## Таксономия
Вид Лук горный входит в род Лук (Allium) семейства Луковые (Alliaceae) порядка Спаржецветные (Asparagales).
|  |                                      |  |                                                             |                                                             |                   |  | ещё 24 семейства (согласно Системе APG II) | ещё 24 семейства (согласно Системе APG II) |                     |  |  |  | ещё более 870 видов |
|  |                                      |  |                                                             |                                                             |                   |  | ещё 24 семейства (согласно Системе APG II) | ещё 24 семейства (согласно Системе APG II) |                     |  |  |  | ещё более 870 видов |
|  |                                      |  |                                                             | порядок Спаржецветные                                       |                   |  |                                            |                                            | род Лук             |  |  |  |                     |
|  |                                      |  |                                                             | порядок Спаржецветные                                       |                   |  |                                            |                                            | род Лук             |  |  |  |                     |
|  | отдел Цветковые, или Покрытосеменные |  |                                                             |                                                             | семейство Луковые |  |                                            |                                            | вид Лук горный      |  |  |  |                     |
|  | отдел Цветковые, или Покрытосеменные |  |                                                             |                                                             | семейство Луковые |  |                                            |                                            |                     |  |  |  |                     |
|  |                                      |  | ещё 44 порядка цветковых растений (согласно Системе APG II) | ещё 44 порядка цветковых растений (согласно Системе APG II) |                   |  |                                            | ещё около 300 родов                        | ещё около 300 родов |  |  |  |                     |
|  |                                      |  |                                                             | ещё 44 порядка цветковых растений (согласно Системе APG II) |                   |  |                                            |                                            | ещё около 300 родов |  |  |  |                     |